# Clădirea fostei bănci agricole (Cucioaia)
Clădirea fostei bănci agricole este o clădire amplasată în Cucioaia, raionul Telenești, Republica Moldova. Este un monument istoric și arhitectural de importanță națională inclus în Registrul monumentelor Republicii Moldova ocrotite de stat cu nr. 1497 (raionul Telenești). Datează de la înc. sec. XIX.